# Julius Randle
Julius Deion Randle (Dallas, 1994. november 29. –) amerikai kosárlabdázó, a Minnesota Timberwolves játékosa a National Basketball Associationben (NBA). Háromszoros All Star és kétszeres All-NBA-játékos, 2021-ben elnyerte a liga Legtöbbet fejlődött játékosa díjat.
Középiskolai pályafutását szülőállamában, Texasban töltötte, a 2013-as végzős osztály egyik legjobbjának és legjobb erőcsatárának tekintve. 2013 márciusában négy év alatt harmadjára is állami bajnok lett a Prestonwood Keresztény Akadémia színeiben. Utolsó évében a Kentucky Wildcats-t választotta egyetemi csapatának. Egyike volt a Naismith Év egyetemi játékosa díj jelöltjeinek. Bekerült az AP és az NABC All-American csapataiba is, illetve az SEC főcsoport legjobbjai közé és legjobb újoncának is megválasztották.
A 2014-es NBA-drafton a hetedik helyen választotta ki a Los Angeles Lakers. Bemutatkozása során megsérült, ki kellett hagynia a szezonja fennmaradó részét. Ugyan jól játszott, Laker-pályafutása nagy részét csereként játszotta, az erőcsatár vagy center posztokban. Szerződése lejárta után a Lakers úgy döntött, hogy nem tartja meg Randle-t, aki a New Orleans Pelicans csapatával írt alá. Első szezonja végén úgy döntött, nem használja ki lehetőségét szerződése második évének aktiválására, inkább a New York Knicks-hez szerződött. Itt lett igazán sikeres Randle, 2021-ben megválasztották a liga legtöbbet fejlődött játékosának, miután a rájátszásba vezette New York csapatát és karrierje során először All Star is lett, amely elismerést később még kétszer megkapott. 2022-ben ismét súlyos sérülést szenvedett, aminek következtében ki kellett hagynia a szezon hátralevő részét.

## Statisztika

### Egyetem
| Év        | Csapat            | JM | KM | JP/M | MG%  | 3P%  | BD%  | LP/M | GP/M | L/M | B/M | P/M  |
| --------- | ----------------- | -- | -- | ---- | ---- | ---- | ---- | ---- | ---- | --- | --- | ---- |
| 2013–2014 | Kentucky Wildcats | 40 | 40 | 30,8 | .501 | .167 | .706 | 10,4 | 1,4  | 0,5 | 0,8 | 15,0 |

### NBA

#### Alapszakasz
| Év        | Csapat                 | JM  | KM  | JP/M  | MG%  | 3P%  | BD%  | LP/M | GP/M | L/M | B/M | P/M  |
| --------- | ---------------------- | --- | --- | ----- | ---- | ---- | ---- | ---- | ---- | --- | --- | ---- |
| 2014–2015 | Los Angeles Lakers     | 1   | 0   | 14,0  | .333 | —    | .000 | 0,0  | 0,0  | 0,0 | 0,0 | 2,0  |
| 2015–2016 | Los Angeles Lakers     | 81  | 60  | 28,2  | .429 | .278 | .715 | 10,2 | 1,8  | 0,7 | 0,4 | 11,3 |
| 2016–2017 | Los Angeles Lakers     | 74  | 73  | 28,8  | .488 | .270 | .723 | 8,6  | 3,6  | 0,7 | 0,5 | 13,2 |
| 2017–2018 | Los Angeles Lakers     | 82* | 49  | 26,7  | .558 | .222 | .718 | 8,0  | 2,6  | 0,5 | 0,5 | 16,1 |
| 2018–2019 | New Orleans Pelicans   | 73  | 49  | 30,6  | .524 | .344 | .731 | 8,7  | 3,1  | 0,7 | 0,6 | 21,4 |
| 2019–2020 | New York Knicks        | 64  | 64  | 32,5  | .460 | .277 | .733 | 9,7  | 3,1  | 0,8 | 0,3 | 19,5 |
| 2020–2021 | New York Knicks        | 71  | 71  | 37,6* | .456 | .411 | .811 | 10,2 | 6,0  | 0,9 | 0,3 | 24,1 |
| 2021–2022 | New York Knicks        | 72  | 72  | 35,2  | .411 | .308 | .756 | 9,9  | 5,1  | 0,7 | 0,5 | 20,1 |
| 2022–2023 | New York Knicks        | 77  | 77  | 35,5  | .459 | .343 | .757 | 10,0 | 4,1  | 0,6 | 0,3 | 25,1 |
| 2023–2024 | New York Knicks        | 46  | 46  | 35,4  | .472 | .311 | .781 | 9,2  | 5,0  | 0,5 | 0,3 | 24,0 |
| 2024–2025 | Minnesota Timberwolves | 69  | 69  | 32,3  | .485 | .344 | .806 | 7,1  | 4,7  | 0,7 | 0,2 | 18,7 |
| Karrier   | Karrier                | 71  | 630 | 32,0  | .471 | .334 | .753 | 9,1  | 3,8  | 0,7 | 0,4 | 19,0 |
| All Star  | All Star               | 2   | 0   | 16,3  | .583 | .200 | —    | 2,0  | 2,0  | 0,5 | 0,0 | 7,5  |

#### Rájátszás
| Év      | Csapat          | JM | KM | JP/M | MG%  | 3P%  | BD%  | LP/M | GP/M | L/M | B/M | P/M  |
| ------- | --------------- | -- | -- | ---- | ---- | ---- | ---- | ---- | ---- | --- | --- | ---- |
| 2021    | New York Knicks | 5  | 5  | 36,1 | .298 | .333 | .852 | 11,6 | 4,0  | 0,6 | 0,0 | 18,0 |
| 2023    | New York Knicks | 10 | 10 | 33,0 | .374 | .258 | .709 | 8,3  | 3,6  | 0,5 | 0,3 | 16,6 |
| Karrier | Karrier         | 15 | 15 | 34,0 | .344 | .283 | .756 | 9,4  | 3,7  | 0,5 | 0,2 | 17,1 |